# Roberta Sparrow
Roberta Sparrow (közkeletű becenevén Halálnagyi) egykori középiskolai tanár, író, a Donnie Darko című sokszoros díjnyertes, amerikai független film kitalált karaktere.
Alakítója Patience Cleveland volt. Sparrow az 1988-ban játszódó film helyszínét adó kisvárosban, Middlesexben (Fairfax megye, Virginia szövetségi állam, USA) él: tanulmányait követően az itteni gimnázium fizika szakos tanára volt – az intézmény folyosóin elhelyezett régi tablókon ma is látható. Később azonban felhagyott az oktatással, és önálló könyvet írt az időutazásról. A jelenben magányosan, a kisvárosi közösségtől távol él, egyetlen rendszeres megjelenését az jelenti, amikor minden nap küldeményre várva ellenőrzi postaládáját.

## Filmháttér
A Donnie Darko című filmet Richard Kelly első alkotásaként készítette 2001-ben, az írói és a rendezői feladatokat elsőfilmesként egyaránt maga látta el. Az alkotás műfaji besorolása kezdetektől gondot okozott a kritikusoknak. A legelfogadottabb vélekedések a pszicho-thriller és a science-fiction közös halmazába helyezik a filmet.
A főszereplő Donald J. "Donnie" Darko (Jake Gyllenhaal) egy kimagasló intelligencia-hányadossal rendelkező renitens, skizofréniában szenvedő gimnazista, akinek kézzelfogható látomásai támadnak egy szörny-nyúlról, mely a világ végét jövendöli számára.
Donnie érdeklődni kezd az időutazás iránt, majd fizikatanárától megtudja, hogy az iskola egy korábbi oktatója legendás könyvet is írt e témáról, "Az időutazás filozófiája" címmel. A szerző pedig – mint kiderül – nem más, mint a kisváros azóta magányosan élő, megközelíthetetlen és félelmetes remetéje, akit a főszereplő barátaival együtt régóta csupán „Halálnagyi”-nak hív. A Darkót foglalkoztató tudás és titkok tudójaként tehát Roberta Sparrow a film legkultikusabb karakterét jelenti.

## Az időutazás filozófiája
A filmben rövid ideig részleteket is láthatunk a Roberta Sparrow által írt könyv lapjaiból. E részletek (angolról magyarra fordítva):
Szeretnék köszönetet mondani az alexandriai (virginiai) Szent János Kápolna nővéreinek, amiért támogatták döntésemet.
Isten kegyelméből, ők a következők:
- Eleanor Lewis nővér
- Francesca Godani nővér
- Helen Davis nővér
- Catherine Arnold nővér
- Mary Lee Pond nővér
- Virginia Wessex nővér

E rövid kötet célja nem más, mint hogy egyszerű és közvetlen útmutatóként szolgáljon a nagy veszedelem idején.
- Azért imádkozom, hogy mindez csupán fikció legyen.
- Ha mégsem az lenne, érted imádkozom, aki e könyvet olvasod.
- Ha még életben leszek, amikor a következő oldalakon bemutatott események megtörténnek, remélem megtalálsz engem, mielőtt túl késő lenne.

Roberta Ann Sparrow
1944. október

## Az alakító
Patience Cleveland

## Külső hivatkozások
- Patience Cleveland az Internetes Moziadatbázisban (IMDB)